# Курсовий кут

Курсові кути двох об'єктів при радіопеленгації: RB1 і RB2

Курсовий кут — поняття навігації, що означає кут між діаметральною площиною судна і напрямком на який-небудь об'єкт, що спостерігається із судна. Курсовий кут вимірюється в градусах, відлічуваних на азимутному колі від 0 до 180 ° в бік правого або лівого борту від напрямку в ніс.
Напрямок, перпендикулярний діаметральній площині судна, тобто відповідним курсовим кутам, рівним 90°, називається траверсом (лівим або правим).
При радіопеленгації застосовують і кругову систему відліку (від 0 до 360°). У цьому випадку: КК (курсовий кут) = СП (справжній пеленг) — СК (справжній курс).
В англомовних посібниках по навігації самостійного поняття «курсовий кут» немає. Замість нього вводиться різновид пеленга, під назвою «відносний пеленг» (англ. relative bearing).